# Złotoria (Koejavië-Pommeren)
Złotoria is een dorp in de Poolse woiwodschap Koejavië-Pommeren. De plaats maakt deel uit van de gemeente Lubicz en telde 2107 inwoners in 2014. 

## Sport en recreatie
- Door deze plaats loopt de Europese wandelroute E11. De E11 loopt van Den Haag naar het oosten, op dit moment de grens Polen/Litouwen. Ter plaatse komt de route van het noordwesten vanuit de wijk Kaszczorek uit Toruń en vervolgt via de bossen van Kotlina Toruńska naar het noordoosten richting Brzozówka.